# Veľká Lodina (przystanek kolejowy)
Veľká Lodina – czynny przystanek kolejowy we wsi Veľká Lodina w kraju koszyckim na linii kolejowej nr 180 na Słowacji.